# 아이폰 8 플러스
아이폰 8 플러스(iPhone 8 Plus)는 애플이 설계, 개발한 스마트폰이다. 2017년 9월 12일에 아이폰 8, 아이폰 X와 더불어 애플 파크의 스티브 잡스 시어터에서 애플의 CEO 팀 쿡에 의해 발표되었으며 2017년 9월 22일 아이폰 8,X과 함께 출시되었다.